# Samuel Friedrich Diez

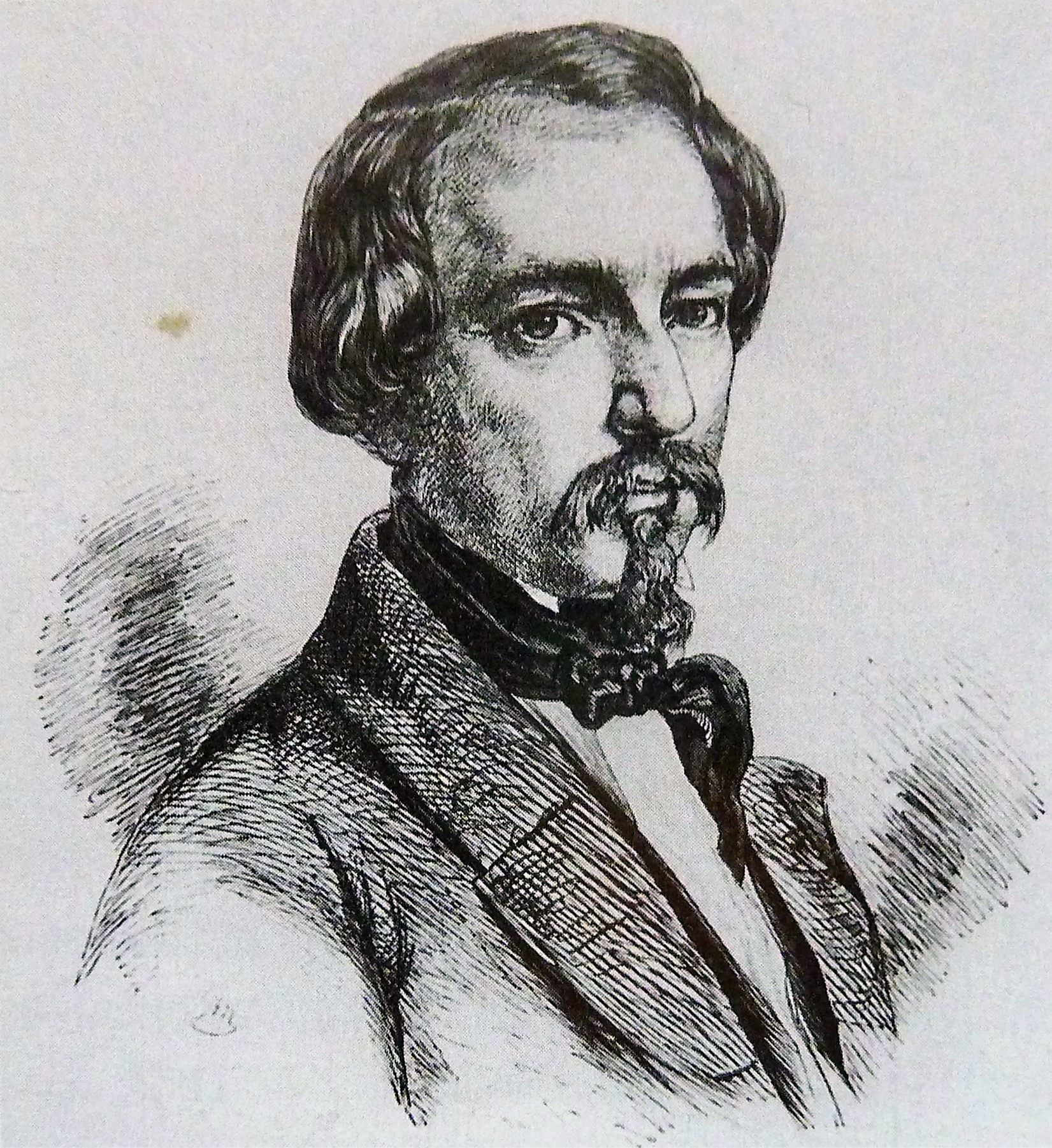
Samuel Friedrich Diez

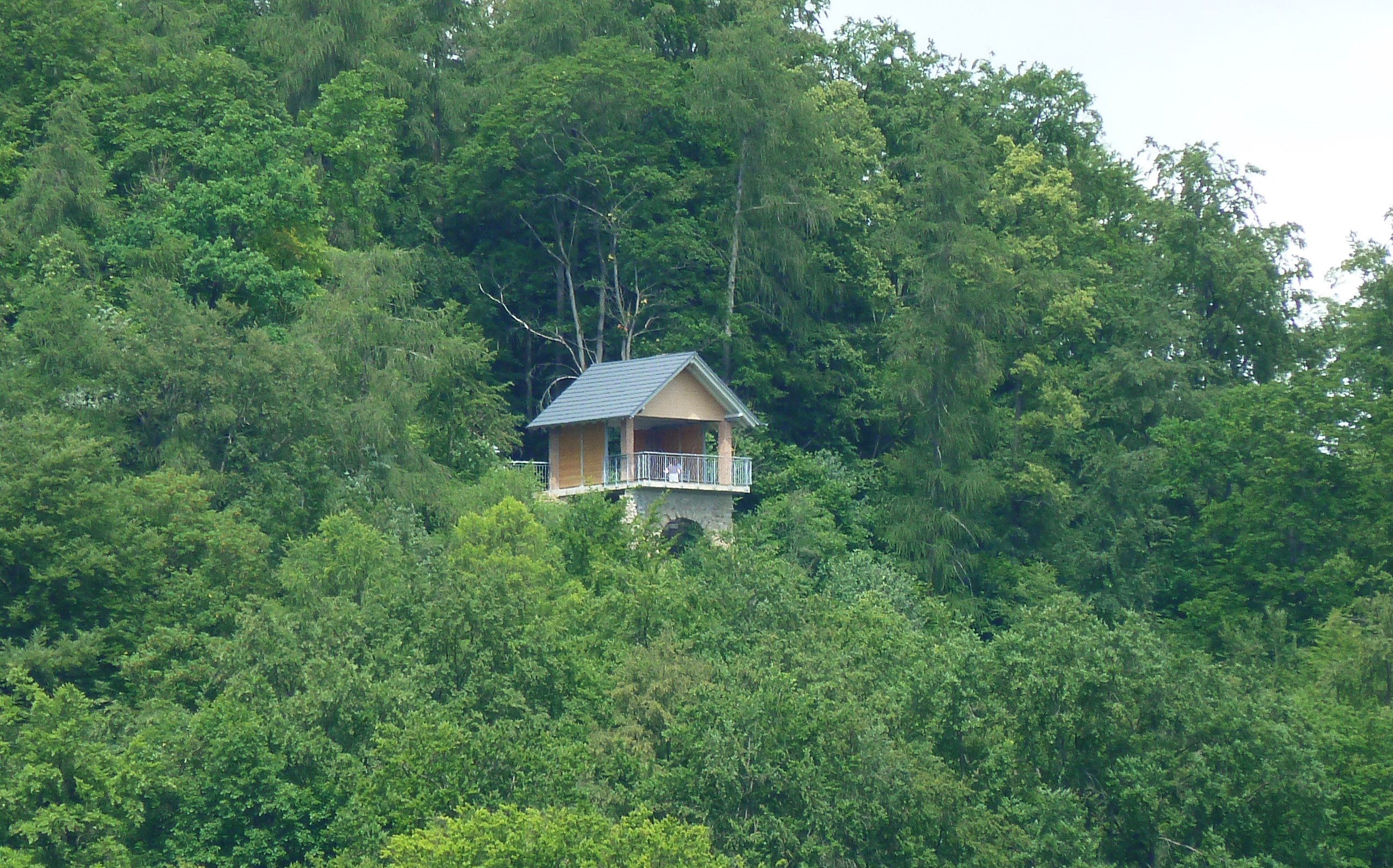
Das Diezhäuschen

Samuel Friedrich Diez (* 19. Dezember 1803 in Neuhaus am Rennweg, Herzogtum Sachsen-Meiningen, HRR; † 11. März 1873 in Meiningen, Herzogtum Sachsen-Meiningen, Deutsches Kaiserreich) war Hofmaler und Hofrat in Meiningen, der Haupt- und Residenzstadt von Sachsen-Meiningen.

## Leben
Samuel Friedrich Diez’ Vater Jakob Diez war ein Amtmann in Neuhaus. Schon früh wurden seine künstlerischen Neigungen erkannt und nach dem Gymnasium Casimirianum in Coburg kam er 1824 auf die Akademie der Bildenden Künste München.
Hier zeigt sich sein Talent für Porträts, so dass er 1832 von Herzog Bernhard II. von Sachsen-Meiningen nach Meiningen berufen wurde. 1833 ernannte ihn der Herzog offiziell zum Hofmaler. Seine Bilder erlangten schnell im weiten Umkreis Berühmtheit, so malte er auch an den Fürstenhöfen von Coburg, Gotha, Weimar, Reuß und München, aber auch an den Höfen in Brüssel, Paris, London, Stockholm und St. Petersburg. 1853 ernannte König Leopold von Belgien ihn zum Dessinateur honoraire de Sa M. le Roi des Belges. 1856 gründete Diez den Marienverein, benannt nach der Herzogin Marie von Sachsen-Meiningen, der sich der Verschönerung der Umgebung von Meiningen verschrieb. 1858 wurde Diez von Fürst Heinrich LXVII. Reuß zum Hofrat ernannt. Gemeinsam mit der Meininger Künstlerklause schuf er 1867 das Marienbild in der Haßfurtschlucht, einem Wallfahrtsort der katholischen Gemeinde Meiningen.
In den letzten 10 Jahren seines Lebens widmete er sich auch der Genre- und Landschaftsmalerei. 1873 starb Samuel Diez an einem Herzleiden.
Nach ihm ist das 1868 errichtete Diezhäuschen auf dem Bielstein, einem Aussichtspunkt über der Stadt Meiningen benannt. Der Marienverein ließ dort für seinen Gründer folgenden Spruch anbringen.
Dem trefflichen Menschen und tüchtigen Künstler

Samuel Diez,

der uns lehrte, die Schönheit der Gegend

zu erkennen und zu genießen

zu dankbarer Erinnerung.

## Familie
Samuel Friedrich Diez war verheiratet und hatte eine Tochter Bianca, verh. Sachse, die ebenfalls Malerin wurde. Eines ihrer Bilder hängt in der Stadtkirche von Meiningen. Der Bildhauer Robert Diez war sein Neffe.

## Bilder

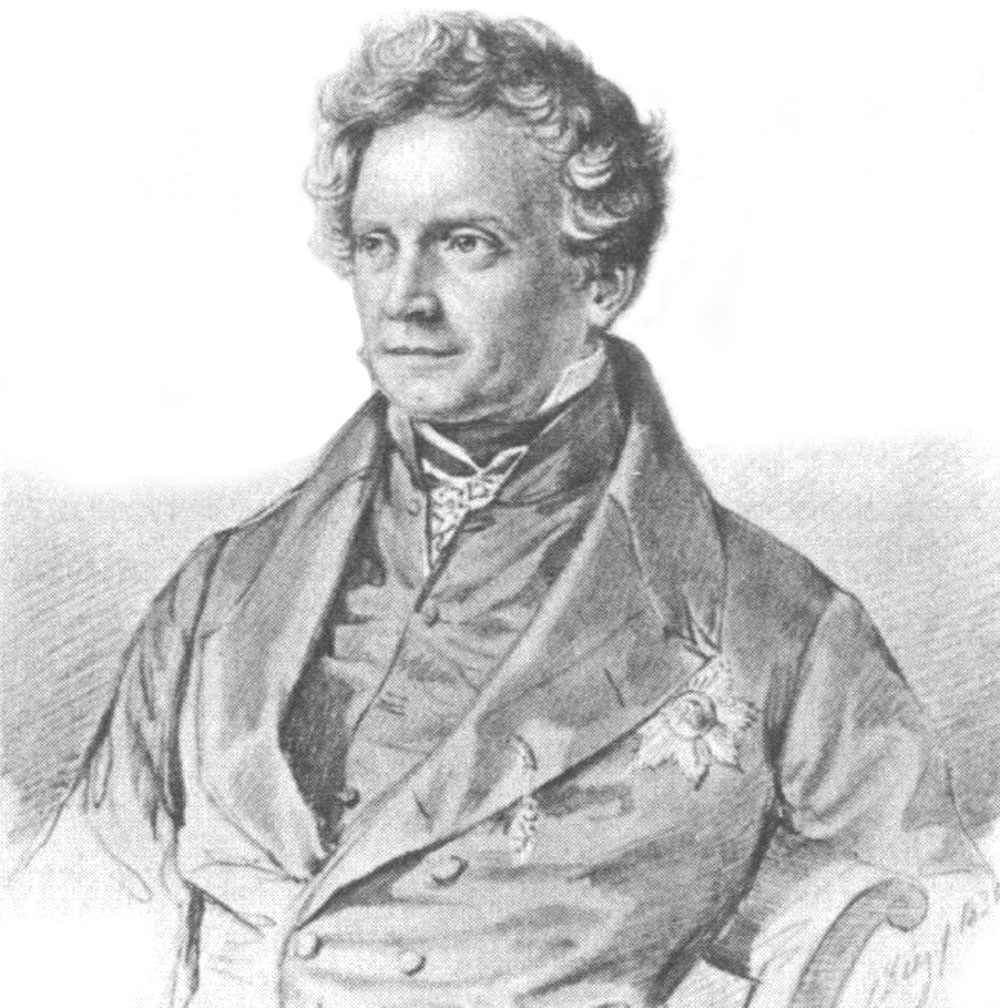
Porträt des Chronisten Karl August Varnhagen von Ense
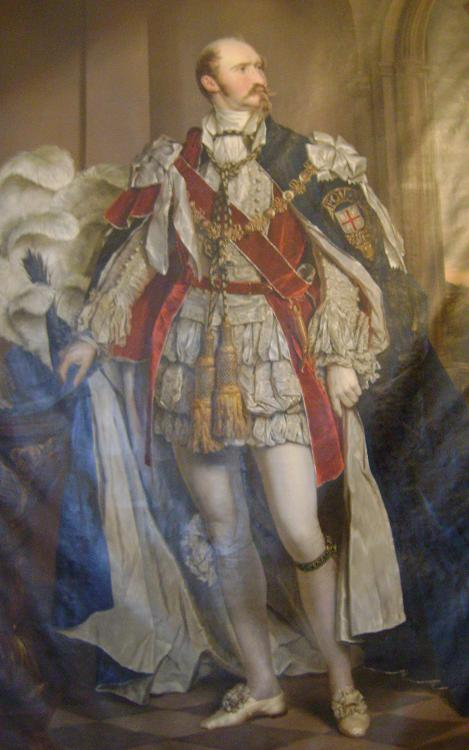
Porträt von Bernhard II. mit Hosenbandorden

- Selbstporträt von 1832, Meininger Museen.
- Bild von Heinrich Heine (1842)
- Bild von Ritratto di Carlotta (1851)
- je ein Bild von der Taufe von Prinzessin Auguste von Sachsen-Meiningen und deren Hochzeit mit Prinz Moritz von Sachsen-Altenburg, Gelber Salon im Schloss Elisabethenburg.